# أميرة بدر (ممثلة مصرية)
أميرة بدر (28 أبريل 1969 -) هي ممثلة مصرية.

## أعمالها

### مسلسلات
- خيانه عهد سنة 2020
- بدل الحدوته تلاته سنة 2019
- حدودته مرة سنة 2019
- دفعة القاهرة سنة 2019
- زي الشمس سنة 2019
- سوبر ميرو سنة 2019
- قابيل سنة 2019
- ابو العروسه ج2 سنة 2018
- اختفاء سنة 2018
- مسلسل ممنوع الاقتراب أو التصوير سنة 2018
- ابو العروسه ج1 سنة 2017
- العيادة ج١ سنة 2008

## وصلات خارجية
- أميرة بدر على موقع IMDb (الإنجليزية)
- أميرة بدر على موقع الدهليز
- أميرة بدر على موقع قاعدة بيانات الأفلام العربية